# أردبيلق
أردبيلق هي قرية في مقاطعة خلخال، إيران. عدد سكان هذه القرية هو 33 في سنة 2006.